# Documenta 12 magazines
Ou simplesmente magazines. Projeto relacionado à 12a edição da exposição documenta, em que o seu diretor artístico Roger Buergel convocou mais de noventa publicações - de diferentes formatos e orientações de mídias de arte, cultura e teoria de todo o mundo - para aprofundar o debate sobre os três temas que pautam a mostra de 2007. O documenta 12 magazines cuja concepção e coordenação editorial está a cargo de Georg Schöllhammer, editor-chefe da revista austríaca Springerin, abre espaço para que artistas, críticos e teóricos se lancem a um exercício de reflexão sobre como grandes questões da atualidade se repercutem em diferentes contextos sócio-culturais.
Convidadas dois anos antes da realização da mostra (16 de junho a 23 de setembro de 2007), as publicações participantes geraram mais de 300 artigos, ensaios, entrevistas e imagens que foram reunidos no jornal online da documenta 12 magazine , aonde leitores interessados podem acessar e fazer o seu próprio "magazine" individual. Destas contribuições também saíram as três edições impressas editadas pela Taschen: "Modernity?"; "Life!" e "Education:", dedicadas a cada um dos três temas centrais da mostra, respectivamente: É a modernidade nossa antiguidade?, O que é a vida crua? e O que pode ser feito? (educação).
O processo do documenta 12 magazines continua durante os 100 dias da exposição no documenta-Halle. Autores e editores participam de palestras e encontros, e exemplares das publicações estão expostos para o público.

## Publicações participantes
- A Prior (Bélgica) https://web.archive.org/web/20070315180047/http://www.aprior.org/
- Afterall (Inglaterra) http://www.afterall.org
- AIDA (Japão)
- Akhbar al-Adab (Egito) https://web.archive.org/web/20070909103427/http://www.akhbarelyom.org.eg/adab/
- Amkenah (Egito)
- ArchNet (EUA) https://web.archive.org/web/20070903155410/http://archnet.org/lobby.tcl/
- archplus (Alemanha) http://www.archplus.net
- Art China (China) http://www.duoyunxuan.com
- ART iT (Japão) http://www.art-it.jp
- Art World (China) http://www.duoyunxuan.com
- art-ist (Turquia)
- arte y crítica (Chile) https://web.archive.org/web/20070929214743/http://www.arteycritica.cl/
- Bidoun (EUA) http://www.bidoun.com
- Birikim (África do Sul) http://www.birikimdergisi.com/birikim/default
- Brumaria (Espanha) http://www.brumaria.net
- Cabinet (EUA) http://www.cabinetmagazine.org
- Camera Austria International (Áustria)
- Canal Contemporâneo (Brasil) http://www.canalcontemporaneo.art.br
- Chimurenga (África do Sul) http://www.chimurenga.co.za
- Chindwin (Malásia)
- Chto Delat? / What is to be done? (Rússia) http://www.chtodelat.org
- CLiCK (Indonesia) http://www.kunci.or.id
- Concrete Reflection (Macedônia)
- Criterios (Cuba) http://www.criterios.es/
- Critical Inquiry (EUA) http://www.uchicago.edu/research/jnl-crit-inq
- Ctrl+P Journal of Contemporary Art (Filipinas) http://www.trauma-interrupted.org.ctrlp
- Curare A.C. (México) http://www.curare.org.mx
- De Witte Raaf (Bélgica) http://www.dewitteraaf.be
- diaTXT (Japão) http://www.kac.or.jp/
- Dushu (China)
- -empyre- (Austrália) http://www.subtle.net/empyre
- [esferapública] (Colômbia) http://www.esferapublica.org
- Eurozine (Áustria) http://www.eurozine.com
- exindex (Hungria) http://www.exindex.hu
- FOCAS, Forum On Contemporary Art & Society (Cingapura)
- Frakcija (Croácia) http://www.cdu.hr/frakcija/index.htm
- Frontiers (China) http://www.taya.chinajournal.net.cn
- Glänta (Suécia) http://www.glanta.org
- Grey Room (EUA) http://mitpress.mit.edu/grey
- IDEA arts + society (Romênia) http://www.ideamagazine.ro
- INTO-GAL (Austrália)
- journal BOL (Coréia) http://www.insaartspace.or.kr
- Kakiseni.com (Malásia) http://www.kakiseni.com
- kalam (Indonésia) http://www.utankayu.org/en/
- kunst.ee (Estônia) https://web.archive.org/web/20061015182215/http://www.kl.ee/kunstee/
- Le Monde diplomatique (França/Alemanha) http://www.monde-diplomatique.de
- LTTR (EUA) http://www.lttr.org
- malmoe (Áustria) http://www.malmoe.org
- Masharef (Arábia)
- Maska (Eslovênia) https://web.archive.org/web/20070810170203/http://www.maska.si/
- Metronome (França) https://web.archive.org/web/20051224194621/http://www.metronomepress.com/
- Metropolis M (Holanda) https://web.archive.org/web/20070811203840/http://www.metropolism.org/
- Moscow Art Magazine (Rússia) http://xz.gif.ru/
- Multitudes (França)
- Multitudes Guerrilla News
- n.paradoxa (Inglaterra) http://www.ktpress.co.uk
- Naqd (Argélia) https://web.archive.org/web/20070929184813/http://www.revue-naqd.net/
- Natural Selection (Nova Zelândia) http://www.naturalselection.org.nz
- Neural (Itália) http://www.neural.it/
- Off The Edge (Malásia)
- Øjeblikket (Dinamarca) https://web.archive.org/web/20170911135011/http://ojeblikket.net/
- Pages (Holanda) http://www.pagesmagazine.net
- Pananaw, Philippine Journal of Visual Arts (Filipinas)
- Parachute (Canadá)
- Performance Research (Inglaterra) http://www.performance-research.net
- Piktogram (Polônia) http://www.piktogram.pl
- Pulgar (Venezuela)
- Punto de Vista (Argentina) http://www.bazaramericano.com/
- Radical Philosophy (Inglaterra) http://www.radicalphilosophy.com
- Ramona (Argentina) http://www.ramona.org.ar
- Remont Art Magazine (Sérvia) http://www.remont.co.yu/magazin
- Revista de Critica Cultural (Chile) http://www.criticacultural.org
- Rizoma (Brasil) http://www.rizoma.net
- sab0t (México) http://possibleworlds.org/sab0t/
- Sabei Phyu (Yangon)
- sentAp! (Malásia)
- Shahrzad (Suíça)
- Site (Suécia) http://www.sitemagazine.net
- Siyahi (Turquia) http://www.siyahi.net/
- springerin (Áustria) http://www.springerin.at
- studio (Israel)
- talawas (Vietnam) http://www.talawas.org
- Thai bookazine [Bangkok Documenta Magazine] (Tailândia)
- The Sarai Reader
- Third Text (Inglaterra) http://www.tandf.co.uk/journals/titles/0952882
- TkH - Teorija koja Hoda (Walking Theory) (Sérvia) https://web.archive.org/web/20070831124755/http://www.tkh-generator.net/spip.php?rubrique6
- trópico (Brasil) http://www.uol.com.br/tropico
- Urban China (China) http://www.urbanchina.com.cn
- Vacarme (França) http://www.vacarme.eu.org/
- Valdez (Colômbia)
- Vector (Romênia) http://www.periferic.org/vector/revista_en.htm
- velocidadcrítica (México)
- Yishu (Canadá) http://www.yishujournal.com
- Zehar (Espanha) http://www.zehar.net